# Anthurium balslevii
Anthurium balslevii Croat & J.Rodr.Salvador, 1996 è una pianta della famiglia delle Aracee, endemica dell'Ecuador.